# Diplocephalus rostratus
Diplocephalus rostratus är en spindelart som beskrevs av Schenkel 1934. Diplocephalus rostratus ingår i släktet Diplocephalus och familjen täckvävarspindlar.
Artens utbredningsområde är Österrike. Inga underarter finns listade i Catalogue of Life.